# Metal Gear Solid V Original Soundtrack
Metal Gear Solid V Original Soundtrack è un album contenente la colonna sonora ufficiale dei videogiochi stealth Metal Gear Solid V: Ground Zeroes e Metal Gear Solid V: The Phantom Pain. L'album, costituito da due CD, è stato pubblicato il 2 settembre 2015 dall'etichetta discografica della Konami. Nel luglio 2015, la compositrice Rika Muranaka ha dichiarato in un'intervista con Fragged Nation che più di trenta canzoni a lei commissionate non sono mai state utilizzate, poiché lo sviluppo di The Phantom Pain era in ritardo e aveva superato il budget previsto.
Dell'album sono uscite altre due versioni: Metal Gear Solid V Extended Soundtrack (23 dicembre 2015) e Metal Gear Solid V Original Soundtrack "The Lost Tapes" (30 marzo 2016).

## Tracce
Disco 1
1. Midge Ure – The Man Who Sold the World – 5:43 (David Bowie)
2. V Has Come To – 3:08 (Ludvig Forssell)
3. You Can Call Me Ishmael – 2:03 (Ludvig Forssell)
4. A Burning Escape – 9:05 (Justin Burnett e Ludvig Forssell)
5. Afghanistan's a Big Place – 2:16 (Ludvig Forssell)
6. Unforgiving Sands – 2:47 (Ludvig Forssell)
7. Kept You Waiting Huh? – 3:25 (Ludvig Forssell)
8. Parasites – 3:20 (Ludvig Forssell)
9. Allegiance Defined – 2:56 (Justin Burnett)
10. Exfiltrate the Hotzone – 1:30 (Ludvig Forssell)
11. I am Skull Face – 3:31 (Ludvig Forssell)
12. Hal's Child Unchained – 3:01 (Justin Burnett)
13. Introduction to Africa – 2:30 (Ludvig Forssell)
14. Encounter on the Plains – 1:57 (Ludvig Forssell)
15. A Factory of Death – 1:57 (Ludvig Forssell)
16. The Code Talker – 4:07 (Ludvig Forssell)
17. Metallic Archaea – 2:08 (Ludvig Forssell)
18. OKB Zero – 2:10 (Ludvig Forssell)
19. Angering Mantis – 7:01 (Justin Burnett)
20. Sahelanthropus Dominion – 6:19 (Justin Burnett)
21. Return – 2:57 (Ludvig Fossell)
22. Donna Burke – Sins of the Father – 4:54 (testo: Ludvig Forssell – musica: Akihiro Honda) – La registrazione di questo brano è avvenuta in tre luoghi diversi: a Los Angeles è stata registrata la parte vocale, a Nashville la parte strumentale e a Santa Barbara è stato effettuato il mixaggio[3]. Kojima apprezzò molto l'interpretazione di Donna Burke della canzone Heavens Divide (che fa parte della colonna sonora di Peace Walker), tanto da decidere di affidare ad essa anche Sins of the Father, prima ancora che il brano fosse realizzato[3]. Come dichiarato da Forssell, il testo di questa canzone contiene molte metafore non solo per The Phantom Pain, ma per l'intera serie di Metal Gear[3].

Durata totale: 78:45
Disco 2
1. Stefanie Joosten – Quiet's Theme – 3:12 (testo: Ludvig Forssell – musica: Akihiro Honda)
2. Here's to You – 3:42 (testo: Joan Baez – musica: Ennio Morricone)
3. Not Your Kind of People – 4:59 (Garbage)
4. Nuclear – 5:03 (Mike Oldfield)
5. Ground Zeroes – 1:50 (Ludvig Forssell)
6. Camp Omega – 1:28 (Ludvig Forssell)
7. Withered Peace – 2:22 (Ludvig Forssell)
8. The Girl's Gone – 2:44 (Ludvig Forssell)
9. Bloodstained Anthem – 1:23 (Ludvig Fossell)
10. She's Rigged – 3:01 (Harry Gregson-Williams)
11. The Fall of Mother Base – 3:32 (Harry Gregson-Williams)
12. Drop Off – 1:19 (Ludvig Fossell)
13. Beautiful Mirage - An Unexpected Visitor – 4:18 (Ludvig Forssell)
14. On the Trail – 2:02 (Ludvig Forssell)
15. Steel Embers – 2:03 (Daniel James)
16. Infected – 4:03 (Ludvig Forssell)
17. Battling Armor – 5:26 (Justin Burnett)
18. Shining Lights, Even in Death – 4:03 (Ludvig Forssell)
19. Fortress – 2:05 (Ludvig Forssell)
20. Disarmament – 1:37 (Ludvig Forssell)
21. Swift Judgement – 1:53 (Ludvig Fossell)
22. Darkness Roars – 3:31 (Ludvig Forssell)
23. Beautiful Mirage - The Vision Fades – 1:52 (Ludvig Forssell)
24. Objective Complete – 1:45 (Ludvig Forssell)
25. African Battlecry – 2:07 (Ludvig Forssell)
26. Metal Gear Online – 3:26 (Daniel James)
27. A Phantom Pain – 3:59 (Ludvig Forssell)
28. Various Jingles – 0:53 (Ludvig Forssell)

Durata totale: 79:38